# Max Houben
Pour les articles homonymes, voir Houben.
Max Houben, né le 5 mai 1898 à Verviers et mort le 10 février 1949 dans un accident de bob à Lake Placid (États-Unis), est un bobeur, athlète et footballeur belge notamment médaillé d'argent de bob à quatre en 1948.

## Biographie
Sportif polyvalent, Max Houben devient champion de Belgique du 100 mètres en 1920. Il participe la même année aux Jeux olympiques d'Anvers en Belgique, dans les épreuves du 200 mètres et du 4 × 100 mètres. Il est également footballeur avec le RCS Verviétois puis l'Union Saint-Gilloise, club avec lequel il est champion de Belgique en 1933.
En tant que pilote de bobsleigh, Houben participe à quatre éditions des Jeux olympiques d'hiver entre 1928 et 1948, devenant le premier Belge à participer aux Jeux olympiques en hiver et en été. Aux Jeux olympiques d'hiver de 1928 à Saint-Moritz, l'équipage belge n° 1 de bob à 4/5 (avec aussi Ernest Casimir-Lambert, Marcel Sedille-Courbon, Léon Tom et Walter Jean Ganshof van der Meersch) se classe à la sixième place. Aux championnats du monde de 1947 à Saint-Moritz (Suisse), il est médaillé d'argent en bob à quatre et de bronze en bob à deux. Il obtient ses meilleurs résultats olympiques en 1948, également à Saint-Moritz, où il est médaillé d'argent en bob à quatre avec Freddy Mansveld, Louis-Georges Niels et Jacques Mouvet ainsi que quatrième en bob à deux avec Mouvet.
Lors d'un entraînement pour les championnats du monde 1949 sur la piste de Lake Placid aux États-Unis, Max Houben et son freineur Jacques Mouvet sortent de la piste et s'écrasent contre un poteau. Mouvet survit mais Houben est tué instantanément.
Il est inhumé au Cimetière de Bruxelles à Evere.

## Palmarès

### Jeux Olympiques
- : médaillé d'argent en bob à quatre aux Jeux olympiques d'hiver de 1948.

### Championnats monde
- : médaillé d'argent en bob à 4 aux championnats monde de 1947.
- : médaillé de bronze en bob à 2 aux championnats monde de 1947.